# Caisse de compensation (Maroc)
Pour les articles homonymes, voir Caisse de compensation.
La Caisse de compensation  (صندوق التعويضات) est un établissement public marocain fondé 1941 pour subventionner les prix de produits de base (gaz, pain, huile, sucre).
Progressivement, elle a pris de plus en plus d'importance, au point de représenter une partie significative des dépenses de l'État marocain.
De nombreuses études soulignent que la caisse de compensation est en réalité un moyen très peu efficace pour aider les plus vulnérables.  Elle bénéficie davantage aux marocains riches et elle encourage le gaspillage et l'obésité.
Cependant, les différents gouvernements marocains craignent de la réformer en raison de sa nature très sensible .
Elle est administrée par un conseil d'administration présidé par le chef du gouvernement. Son directeur est Chafiq Belrhaiti depuis avril 2018.

## Histoire
La caisse de compensation est créée en février 1941 pendant la seconde guerre mondiale. Initialement, elle avait pour objectif de stabiliser les prix et assurer l’approvisionnement des marchés, dans un contexte de guerre et de pénurie.
Elle est réorganisée par le dahir portant loi no 1-74-403 du 19 septembre 1977.
En 1981 est lancé le programme d’ajustement structurel, le pays est sommé par le FMI de réduire ses dépenses publiques : gel des salaires, réduction du budget de l’investissement, et réduction des subventions aux produits de base sont imposés au Maroc.  Une augmentation de 30 % du prix du pain est décidée.
Conséquence, les syndicats décrètent une grève générale, qui trouve un écho favorable auprès de la population. Casablanca s’embrase et des milliers de manifestants sortent dans les rues. Bilan : des centaines de morts.
En 2011 la charge totale des subventions est de 48,4 milliards de dirham.
En 2012, la charge totale des subventions est de 53,3 milliards de dirhams.
En 2014 le gouvernement Benkirane (PJD) met fin aux subventions sur l'essence en l'indexant partiellement sur les cours internationaux .
Le 1er janvier 2015, le gouvernement marocain met fin aux subventions sur le gazole mais conserve celles sur le gaz butane .

## Fonctionnement
La caisse fonctionne en subventionnant le prix de plusieurs produits déterminés par l'État.
| Numéro | Produit              | Prix subventionné par l'État | Prix réel |
| ------ | -------------------- | ---------------------------- | --------- |
| 1      | kilogramme de sucre  | 8                            | 10        |
| 2      | bonbonne de gaz      | 40                           | 108       |
| 3      | kilogramme de farine | 5                            | 7         |

La caisse de compensation est extrêmement critiquée, aussi bien par les organisations internationales (Banque Mondiale, FMI), que par la Cour des Comptes, des économistes marocains ou des associations citoyennes.
En effet, la caisse bénéficie davantage aux marocains riches et elle encourage le gaspillage et l'obésité.

Selon le chercheur Najib Akesbi : 
On peut se demander si le système des subventions à la consommation n’est pas, non certes pas le meilleur, mais disons plus exactement le moins mauvais, dans le contexte d’un pays en développement comme le Maroc.Car il faut bien se rendre compte qu’en la matière, aucune des solutions alternatives envisageables n’est réellement satisfaisante. On peut même dire que nous n’avons à notre portée que des mauvaises solutions, et que la question n’est pas de chercher « la bonne solution » mais de se contenter de la moins mauvaise 
Selon le chercheur Larabi Jaidi, le principal problème est que l'État marocain se révèle incapable d'identifier les ménages vulnérables .

## Organisation

### Statut juridique
La Caisse de compensation constitue un établissement public doté de la personnalité morale et de l'autonomie financière.
Elle est créée par le dahir du 25 février 1941 puis est réorganisée par le dahir portant loi no 1-74-403 du 19 septembre 1977.
Elle est placée sous la tutelle du Chef du gouvernement.
Son siège est situé à Rabat près du quartier étudiant de Al Irfane et de la ligne 1 du tramway de Rabat.

### Le conseil d'administration
La caisse de compensation est administrée par un conseil d'administration présidé par le chef du gouvernement.
Les membres sont les suivants :
- Le ministre de finances ;
- Le ministre de l'intérieur ;
- Le ministre des travaux publics et des communications ;
- Le ministre chargé du commerce, de l'industrie, des mines et de la marine marchande ;
- Le ministre du travail et des affaires sociales ;
- Le ministre de l'agriculture et de la réforme agraire ;
- L'autorité gouvernementale chargée du plan et du développement régional ;
- L'autorité gouvernementale chargée des affaires économiques.

Le conseil d'administration peut appeler en consultation toutes personnes qu'il juge utile d'entendre. Ses réunions se font sur convocation de son président. Il délibère valablement lorsque cinq de ses membres sont présents. En cas de partage égal des voix, celle du président est prépondérante.
Le conseil se réunit aussi souvent que les besoins de la Caisse l'exigent et au moins deux fois par an : avant le 30 mai pour arrêter les comptes de l'exercice écoulé, avant le 30 novembre pour examiner et arrêter le budget de l'exercice suivant.
Le conseil d'administration dispose de tous les pouvoirs nécessaires à la bonne marche de la Caisse. À cet effet, il règle par ses délibérations les questions générales intéressant celle-ci .Il fixe notamment les opérations qui doivent bénéficier de l'aide de la Caisse et celles qui doivent faire, à son profit, l'objet de prélèvements, détermine le montant des subventions qui doivent être accordées et celui des prélèvements qui seront appliqués . C'est lui qui arrête le budget et les comptes et décide de l'affectation des résultats conformément aux directives gouvernementales.
Le conseil peut déléguer à son président partie de ses pouvoirs et, au directeur, des pouvoirs spéciaux pour le règlement d'une affaire déterminée.
Le président du conseil d'administration est habilité, dans l'intervalle des réunions du conseil d'administration, à prendre, en cas d'urgence ou de force majeure, les mesures pour lesquelles il n'aurait pas reçu délégation du conseil d'administration et que les circonstances exigent.

### Le directeur
La gestion administrative de la Caisse de compensation est assurée par un directeur nommé par décret.
Le directeur exécute les décisions du conseil d'administration et celles du président de ce conseil. Il gère la Caisse et agit en son nom, et accomplit ou autorise tous actes et opérations relatifs à son objet et représente l'établissement vis-à-vis de l'État, des administrations publiques ou privées et de tous tiers. Il fait tous actes conservatoires et exerce les actions judiciaires.
Il assure la gestion de l'ensemble des services de l'établissement et du personnel placé sous son autorité.
Il est habilité à engager par acte, contrat ou marché, les dépenses. Il fait tenir la comptabilité des dépenses engagée liquide et constate les dépenses et les recettes de la Caisse. Il délivre à l'agent comptable les ordres de paiement et les titres de recettes correspondants.
Il prépare, à la fin de chaque exercice, pour le soumettre au conseil d'administration, un rapport détaillé sur l'activité de l'établissement.
Il assiste, à titre consultatif, aux réunions du conseil d'administration dont il assure le secrétariat.